# Dryopteris villarii
Dryopteris villarii är en träjonväxtart som först beskrevs av Bell, och fick sitt nu gällande namn av Woynar, Schinz och Thell. Dryopteris villarii ingår i släktet Dryopteris och familjen Dryopteridaceae. Inga underarter finns listade.

## Bildgalleri

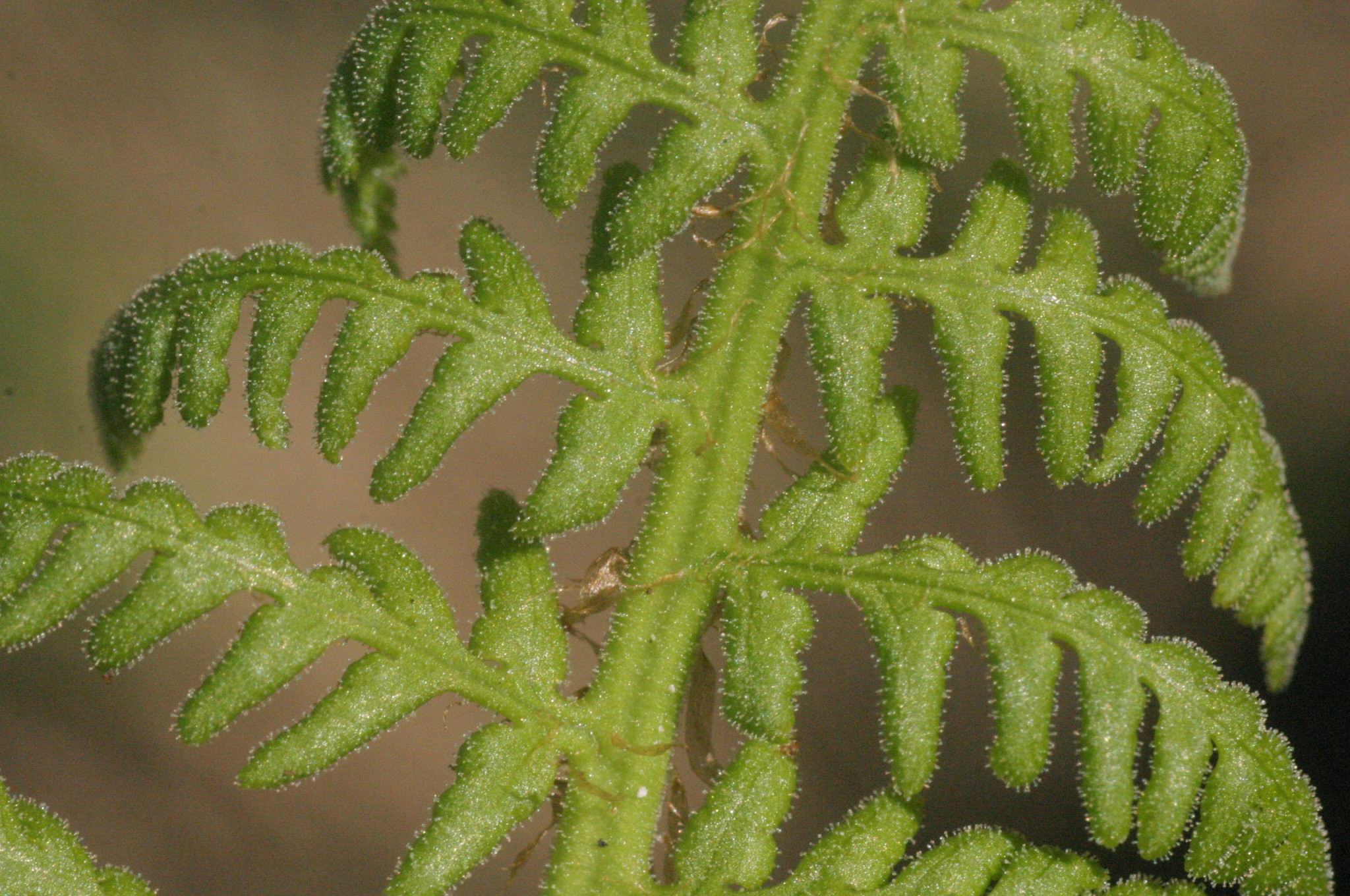
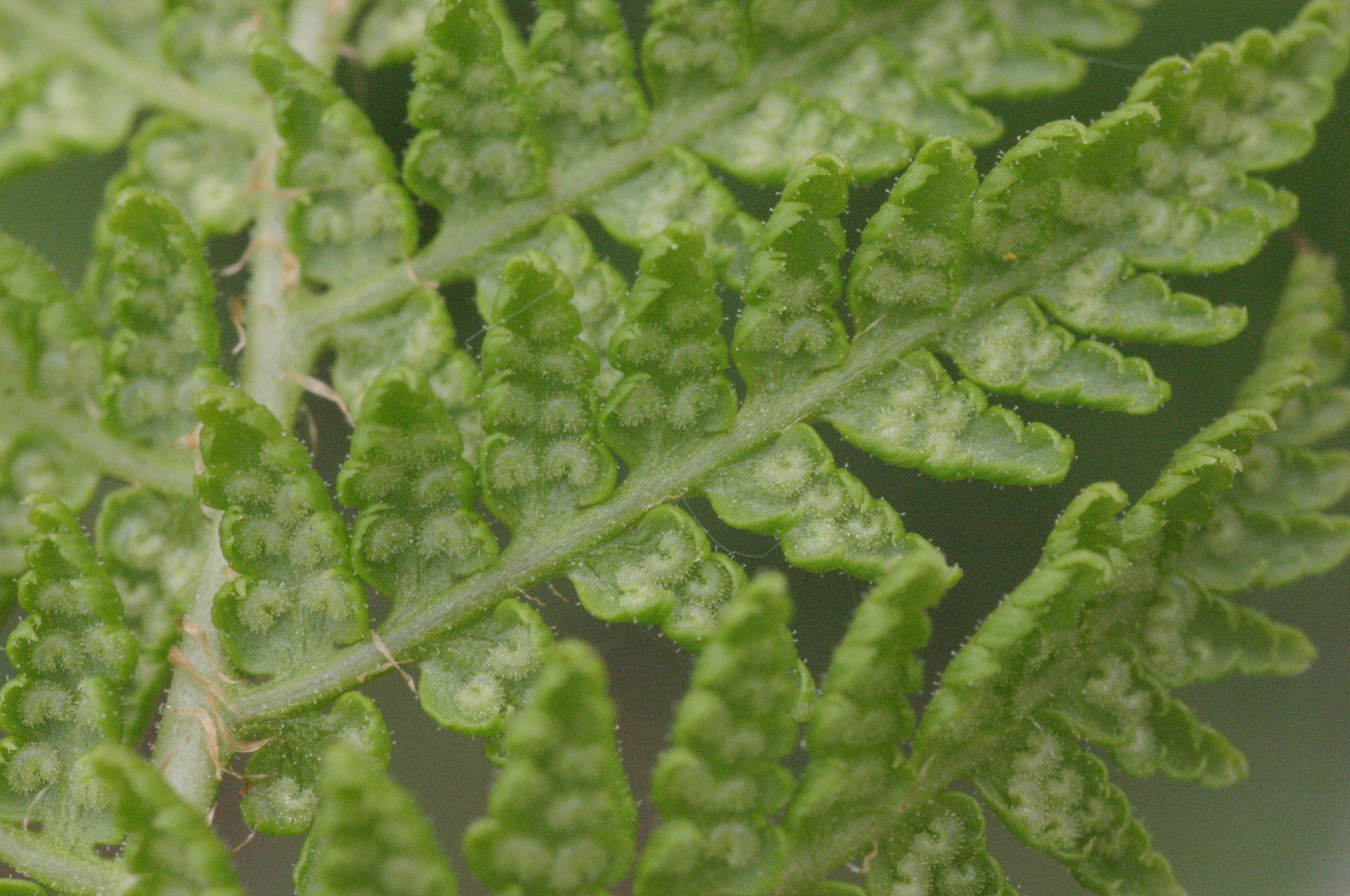
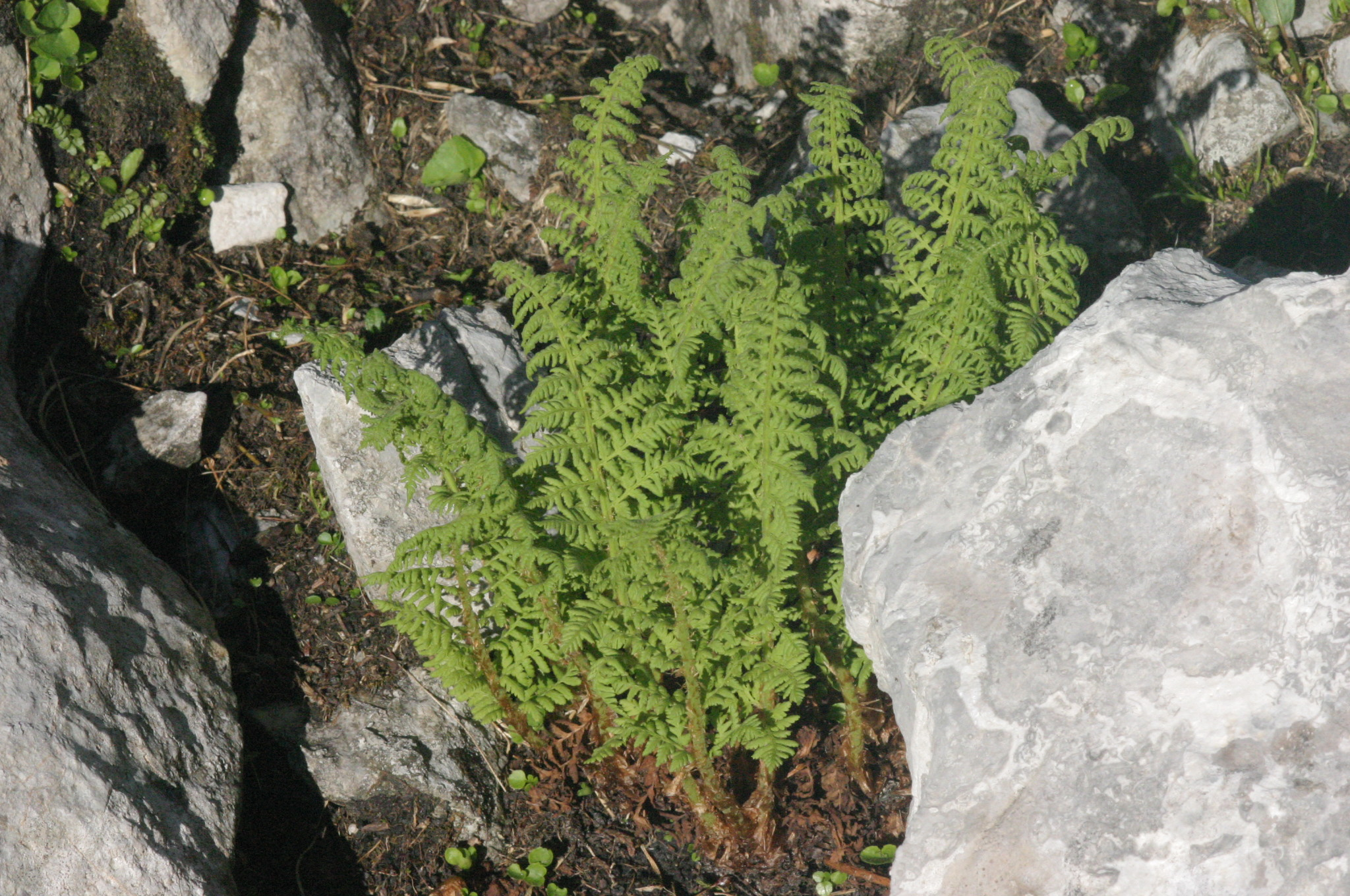
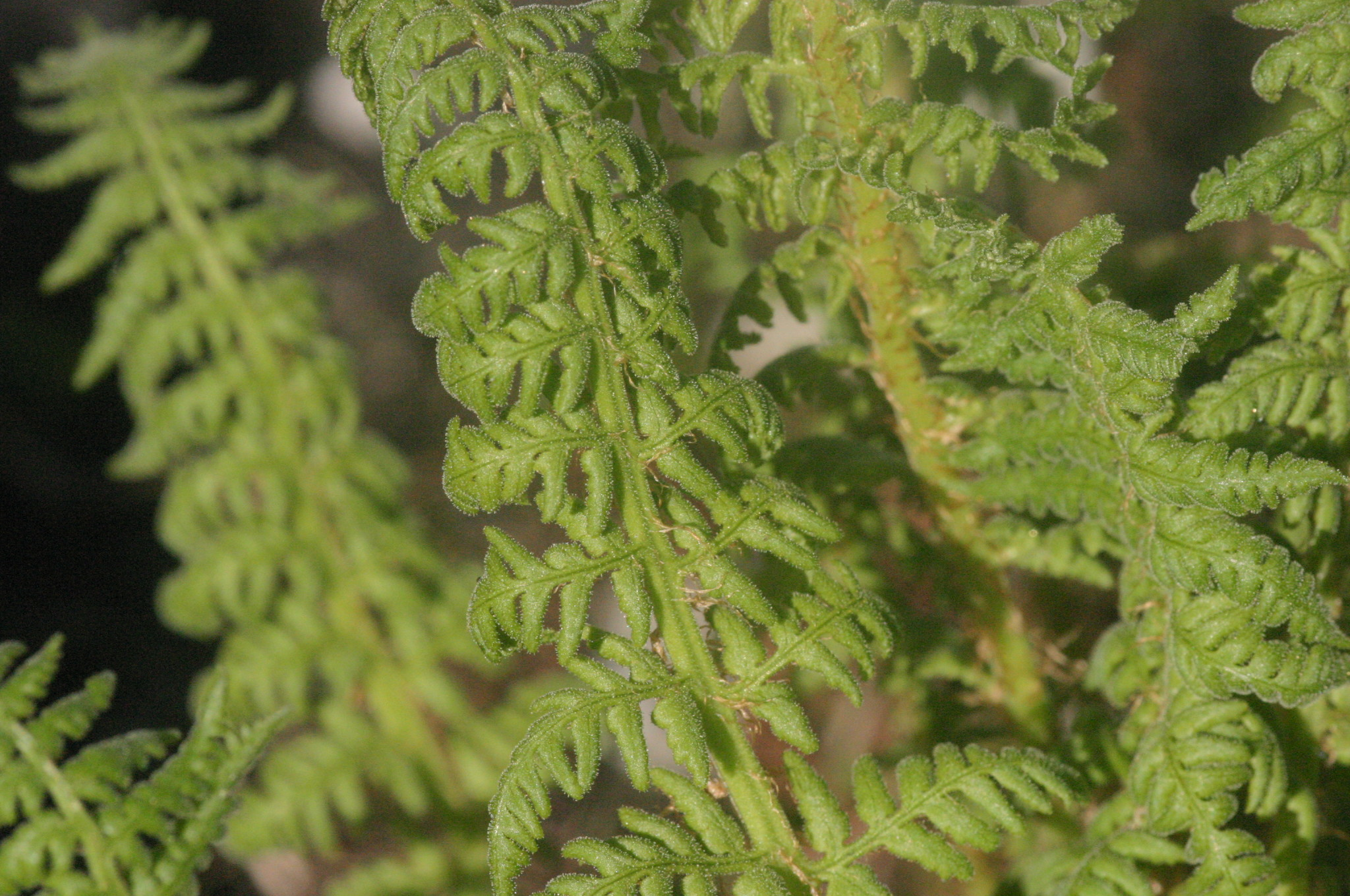
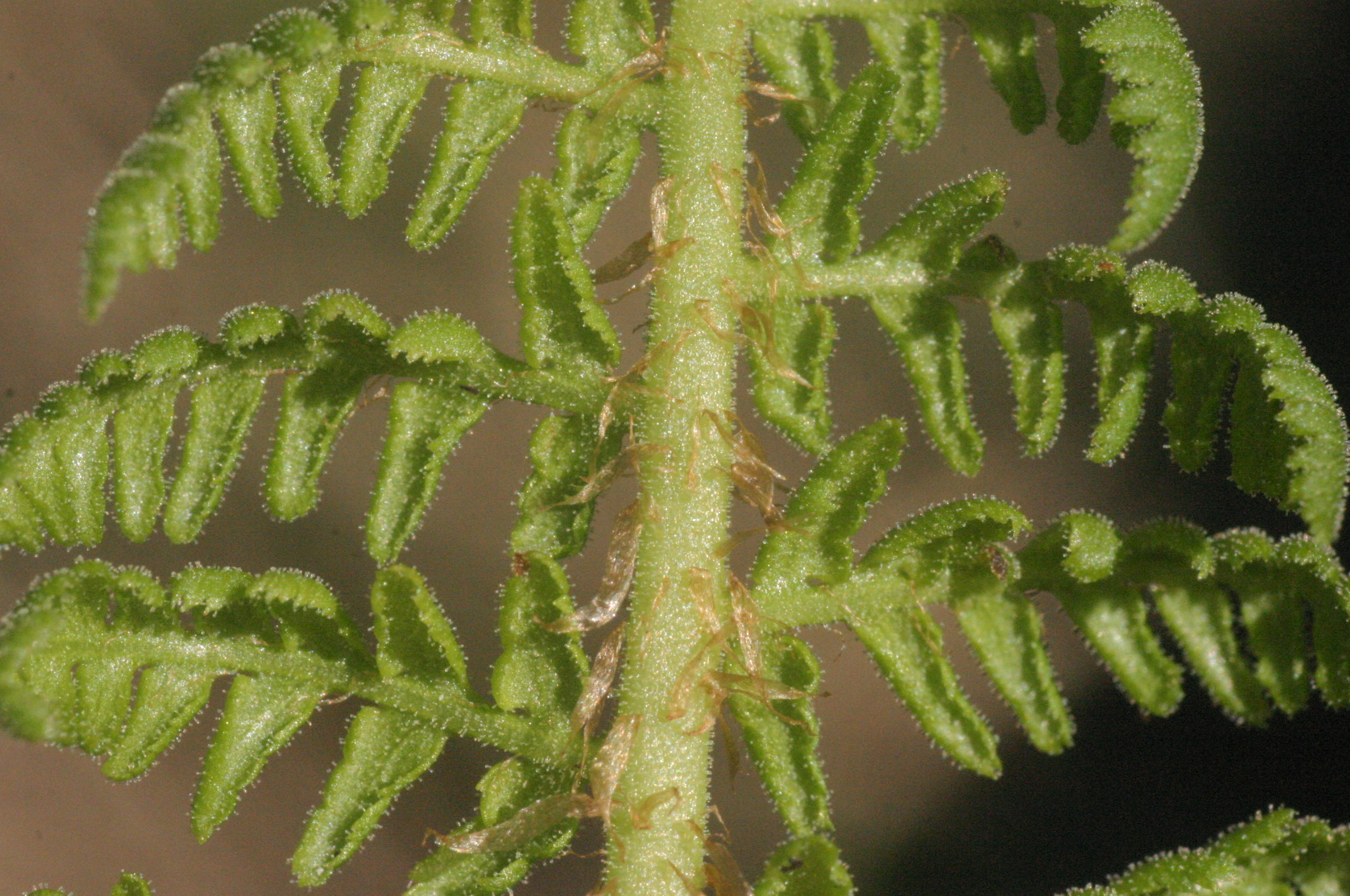
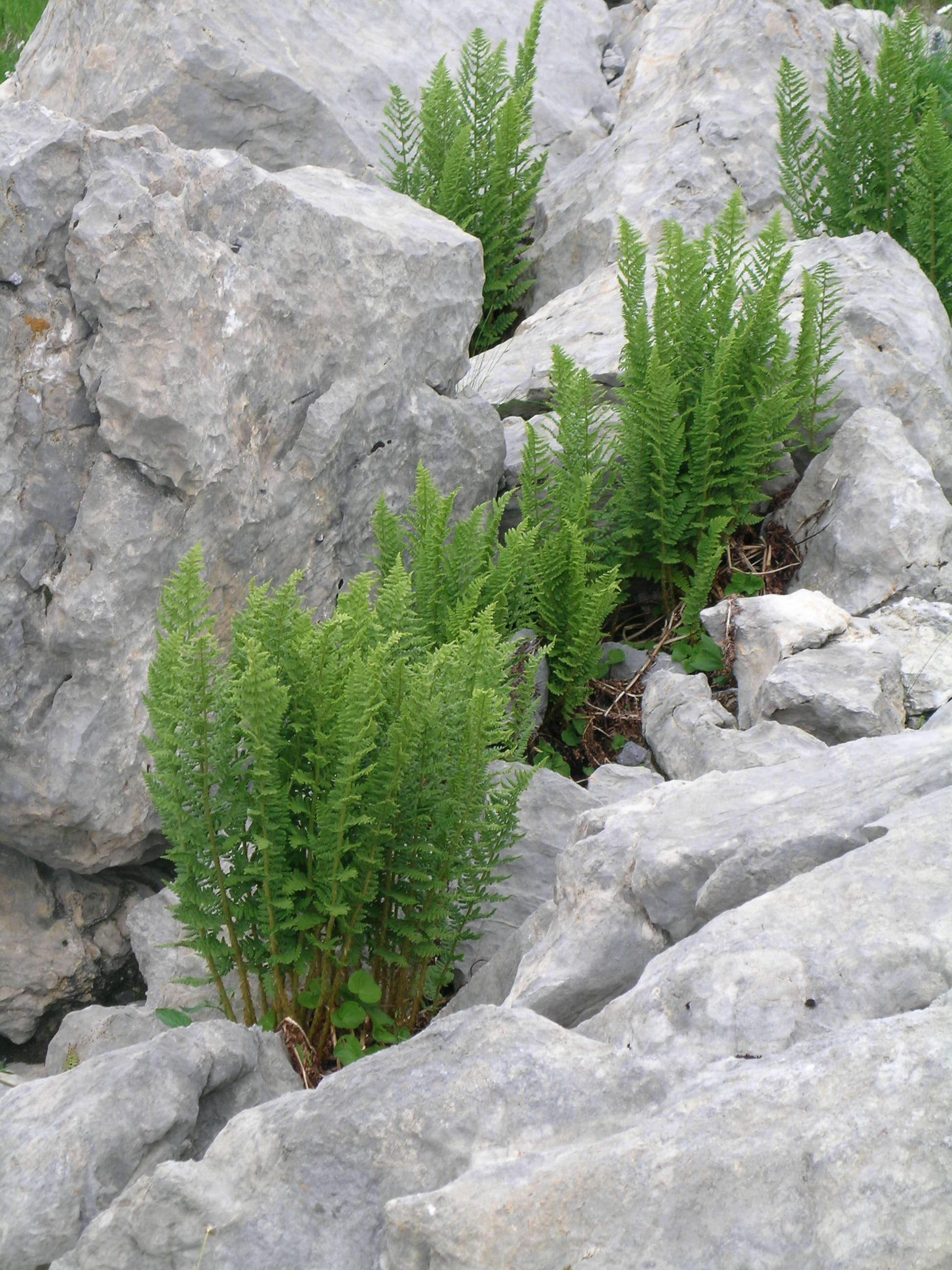